# Cambridgeshire
Pour les articles homonymes, voir Cambridgeshire (homonymie).

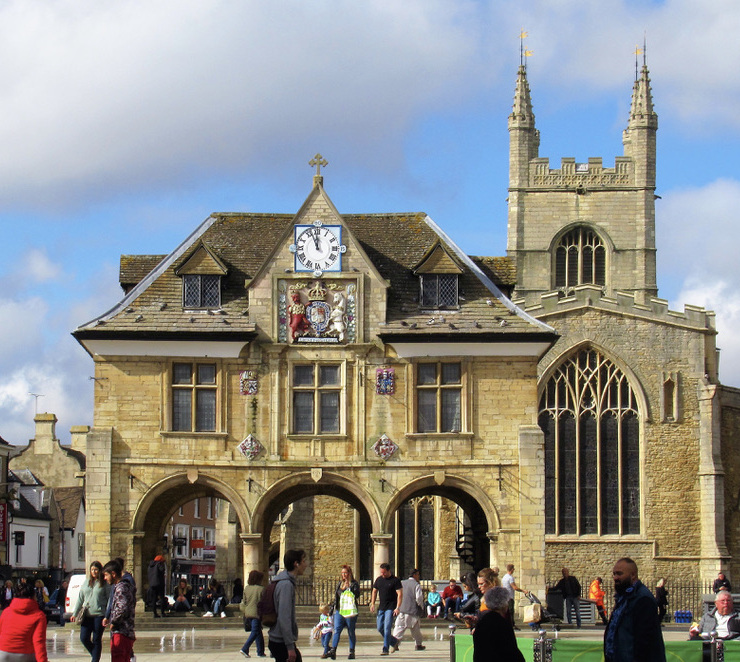
Le Guildhall sur la place de la Cathédrale à Peterborough, Cambridgeshire. L'église Saint-Jean-Baptiste est visible derrière.

Le Cambridgeshire /ˈkeɪm.brɪd͡ʒ.ʃə(ɹ)/ (anciennement County of Cambridge; abrégé Cambs.) est un comté d'Angleterre. Il est nommé d'après son chef-lieu, Cambridge.
Depuis 2017, il constitue avec Peterborough, l'autorité combinée du Cambridgeshire et Peterborough.

## Géographie

### Localisation
Le comté historique s'étend sur 3 389 km2 dans l'est de l'Angleterre et comprend la majeure partie de la région connue sous le nom de Silicon Fen. Le comté administratif (sans Peterborough) a une superficie de 3 046 km2.

### Principales villes
Liste des divisions administratives du Cambridgeshire avec une charte de ville, le statut de ville ou une population de plus de 5 000 habitants.
| - Burwell - Cambridge - Chatteris - Cottenham | - Ely - Godmanchester - Huntingdon - Littleport | - March - Peterborough (ne fait pas partie du comté administratif) - Sawston | - Sawtry - Soham - St Ives - St Neots | - Wisbech - Whittlesey - Yaxley |

### Subdivisions

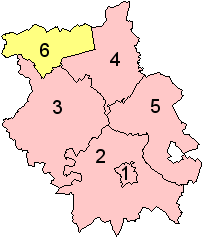
Carte des subdivisions du Cambridgeshire.

Le Cambridgeshire est divisé en cinq districts et une autorité unitaire :
| No | Nom                         | Chef-lieu    | Superficie (km2) | Population (est. 2011) |
| -- | --------------------------- | ------------ | ---------------- | ---------------------- |
| 1  | Cité de Cambridge           | Cambridge    | 40,7             | 122 700                |
| 2  | South Cambridgeshire        | Cambourne    | 901,6            | 149 800                |
| 3  | Huntingdonshire             | Huntingdon   | 912,5            | 170 000                |
| 4  | Fenland                     | March        | 546,5            | 95 500                 |
| 5  | East Cambridgeshire         | Ely          | 651,3            | 84 200                 |
| 6  | Cité de Peterborough (A.U.) | Peterborough | 343,4            | 184 500                |

## Politique et administration

### Élections législatives
Le Cambridgeshire comprend sept circonscriptions électorales pour les élections à la Chambre des communes :
| Nom | Nom                       | Nombre d'électeurs (2018) | Député                                 |
| --- | ------------------------- | ------------------------- | -------------------------------------- |
|     | Cambridge                 | 74 628                    | Daniel Zeichner (Parti travailliste)   |
|     | Huntingdon                | 83 371                    | Jonathan Djanogly (Parti conservateur) |
|     | North East Cambridgeshire | 83 286                    | Stephen Barclay (Parti conservateur)   |
|     | North West Cambridgeshire | 91 982                    | Shailesh Vara (Parti conservateur)     |
|     | Peterborough              | 70 424                    | Paul Bristow (Parti conservateur)      |
|     | South Cambridgeshire      | 83 790                    | Anthony Browne (Parti conservateur)    |
|     | South East Cambridgeshire | 84 668                    | Lucy Frazer (Parti conservateur)       |

### Administration locale
Le comté est dirigé par un conseil de 61 membres, élus pour un mandat de quatre ans. Les dernières élections ont eu lieu le 6 mai 2021. Les Libéraux-démocrates  détiennent depuis cette date le contrôle du conseil avec les travaillistes et des indépendants.

## Personnalités liées au comté
- Michael J. Roads
- Thomas Maylin Vipan